# Luxemburgs premiärminister
Luxemburgs premiärminister (luxemburgiska: Premierminister vu Letzebüerg, franska: Premier ministre du Luxembourg, tyska: Premierminister von Luxemburg) är Storhertigdömet Luxemburgs regeringschef. Premiärministern leder regeringen, vars ministrar med undantag av vice premiärministern utses av premiärministern. Premiärministern och vice premiärministern utses av monarken (storhertig eller regerande storhertiginna) och de är underställda deputeradekammaren.
Ämbetet som Luxemburgs konseljpresident inrättades den 1 augusti 1848. Titeln ändrades år 1857 till statsminister och sedan 1989 heter Luxemburgs regeringschef premiärminister.

## Lista över Luxemburgs premiärministrar
- Émile Reuter (1918-1925)
- Pierre Prüm (1925-1926)
- Joseph Bech (1926-1937)
- Pierre Dupong (1937-1953)
- Joseph Bech (1953-1958)
- Pierre Frieden (1958-1959)
- Pierre Werner (1959-1974)
- Gaston Thorn (1974-1979)
- Pierre Werner (1979-1984)
- Jacques Santer (1984-1995)
- Jean-Claude Juncker (1995-2013)
- Xavier Bettel (2013-2023)
- Luc Frieden (2023-sittande)